# قوال آسيوي
قوال آسيوي أو زعاق آسيوي (الاسم العلمي Eudynamys scolopaceus)، طائر من الزعاق وفصيلة الوقواقية. أعطانه شبه القارة الهندية والصين وجنوب شرق آسيا، والمحيط الهادي. يرواح طوله من 39 إلى 46 سم ويزن من 190 إلى 227 غ.